# Euthalia
Genre
Le genre Euthalia regroupe des lépidoptères (papillons) de la famille des Nymphalidae et de la sous-famille des Limenitidinae qui résident en Asie ou en Australasie.

## Dénomination
Le nom Euthalia leur a été donné par Jakob Hübner en 1819.
Synonyme : Symphedra Doubleday, 1844.
En anglais ce sont les Barons ou les Counts.

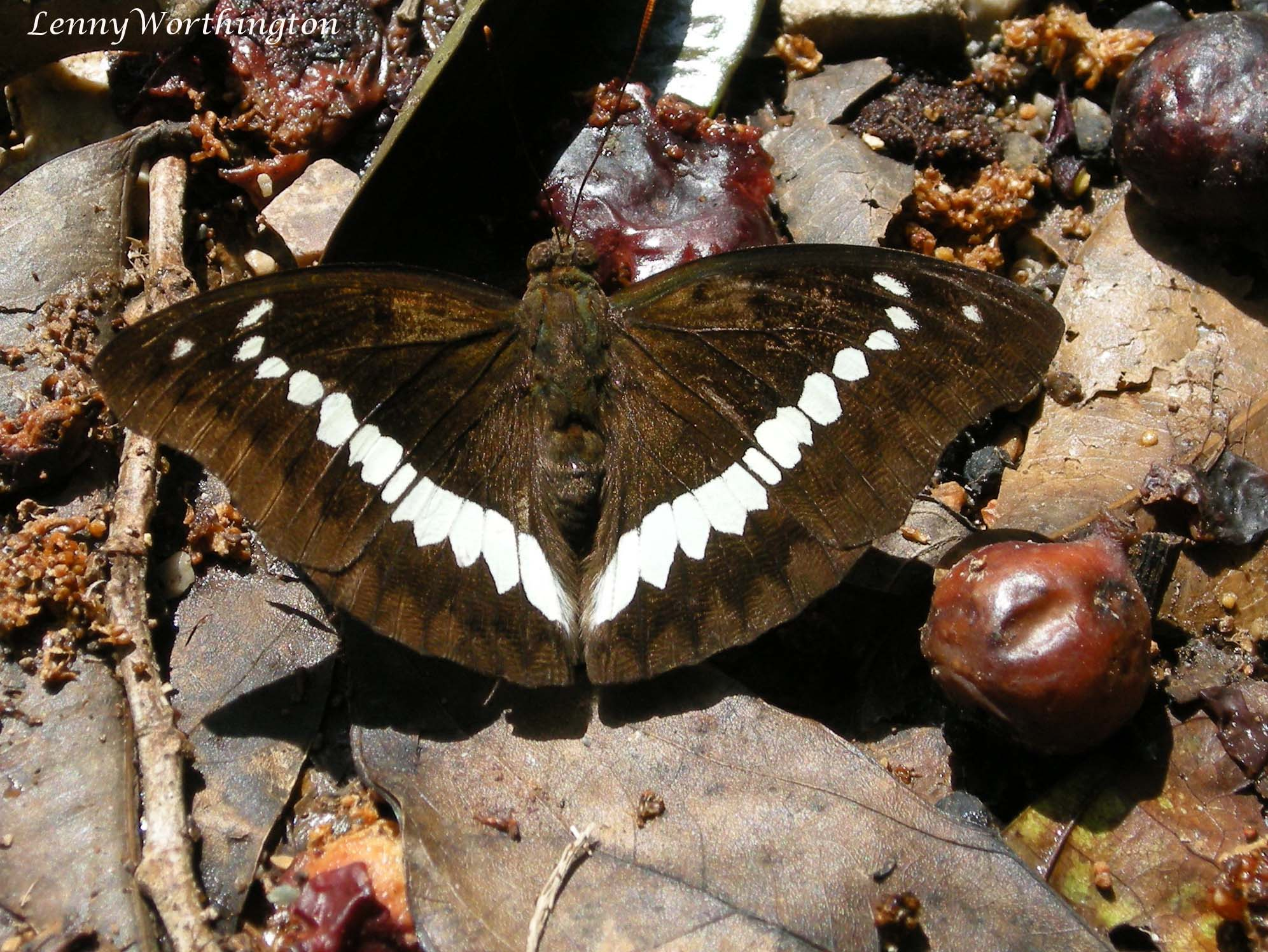
Euthalia teuta gupta, Sanctuaire de faune de Khao Soi Dao, Thaïlande

## Liste des espèces
- Euthalia aconthea (Cramer, 1777).
- Euthalia adonia (Cramer, 1780).
- Euthalia agniformis Fruhstorfer, 1906.
- Euthalia agnis (Vollenhoven, 1862).
- Euthalia alpheda (Godart, 1824).
- Euthalia alpherakyi Oberthür, 1907.
- Euthalia amanda Hewitson, 1862.
- Euthalia andosa Fruhstorfer.
- Euthalia anosia (Moore, 1858).
- Euthalia aristides Oberthür, 1907.
- Euthalia bunzoi Sugiyama, 1996.
- Euthalia confucius (Westwood, 1847).
- Euthalia djata Distant & Pryer, 1887.
- Euthalia duda (Staudinger, 1855).
- Euthalia eriphylae de Nicéville, 1891.
- Euthalia formosana (Fruhstorfer, 1908).
- Euthalia franciae (Gray, 1846).
- Euthalia guangdongensis Wu, 1994.
- Euthalia hebe Leech, 1891.
- Euthalia ipona Fruhstorfer, 1913.
- Euthalia irrubescens Grose-Smith, 1893.
- Euthalia kameii Koiwava, 1996.
- Euthalia kanda (Moore, 1859).
- Euthalia kardama (Moore, 1859).
- Euthalia khama Alphéraky, 1898.
- Euthalia kosempona Fruhstorfer.
- Euthalia lubentina (Cramer, 1777).
- Euthalia lusiada C. & R. Felder, 1863.
- Euthalia mahadeva (Moore, 1859).
- Euthalia malaccana Fruhstorfer, 1899.
- Euthalia malapana Shirôzu & Chung, 1958.
- Euthalia merta (Moore, 1859).
- Euthalia monina (Fabricius, 1787).
- Euthalia nais (Forster, 1771).
- Euthalia nara (Moore, 1859).
- Euthalia niepelti Strand, 1916.
- Euthalia omeia Leech, 1891.
- Euthalia pacifica Mell, 1934.
- Euthalia patala (Kollar, 1844).
- Euthalia perlella Chou & Wang, 1994.
- Euthalia phemius (Doubleday, 1848).
- Euthalia pratti Leech, 1891.
- Euthalia pulchella (Lee, 1979).
- Euthalia sahadeva (Moore, 1859).
- Euthalia strephon Grose-Smith, 1893.
- Euthalia telchinia (Ménétriés, 1857).
- Euthalia thibetana (Poujade, 1885).
- Euthalia tsangpoi Huang, 1999.
- Euthalia undosa Fruhstorfer, 1906.
- Euthalia whiteheadi Grose-Smith, 1889.